# Großer Preis der Niederlande 2021
Der Große Preis der Niederlande 2021 (offiziell Formula 1 Heineken Dutch Grand Prix 2021) fand am 5. September auf dem Circuit Zandvoort in Zandvoort statt und war das 13. Rennen der Formel-1-Weltmeisterschaft 2021.

## Bericht

### Hintergründe
Nach dem Großen Preis von Belgien führte Lewis Hamilton in der Fahrerwertung mit drei Punkten vor Max Verstappen und mit 89,5 Punkten vor Lando Norris. In der Konstrukteurswertung führte Mercedes mit sieben Punkten vor Red Bull Racing und mit 141,5 Punkten vor McLaren.
Norris (acht), Sergio Pérez (sieben), Nicholas Latifi, Sebastian Vettel, Lance Stroll (jeweils sechs), Kimi Räikkönen, Nikita Masepin (jeweils fünf), Antonio Giovinazzi, Yuki Tsunoda, George Russell, Valtteri Bottas, Hamilton (jeweils vier), Charles Leclerc (zwei), Pierre Gasly, Daniel Ricciardo und Carlos Sainz jr. (jeweils einer) gingen mit Strafpunkten ins Rennwochenende.
Da der Große Preis der Niederlande zum ersten Mal seit 1985 ausgetragen wurde, trat kein ehemaliger Sieger zu diesem Grand Prix an.
Als Rennkommissare für dieses Rennwochenende fungierten Garry Connelly (AUS), Tim Mayer (USA), Danny Sullivan (USA) und Peter Oord (NLD).

### Training
Im ersten freien Training war Hamilton mit 1:11,500 Minuten Schnellster vor Verstappen und Sainz jr.
Im zweiten freien Training fuhr Leclerc mit 1:10,902 Minuten die schnellste Zeit vor Sainz jr. und Ocon.

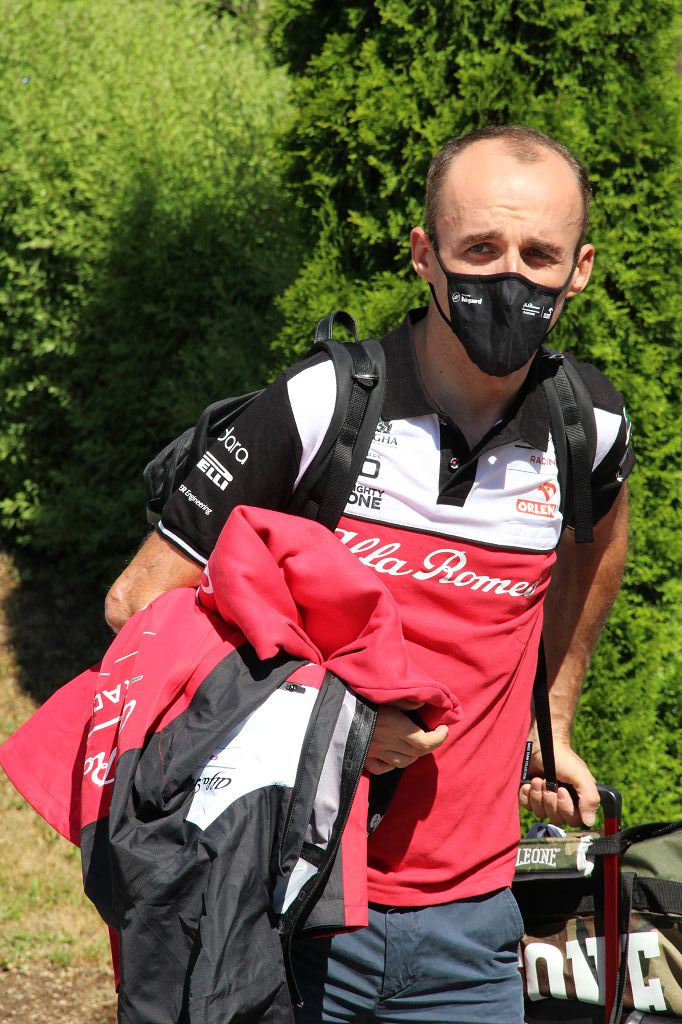
Robert Kubica vertrat den an SARS-CoV-2 erkrankten Kimi Räikkönen bei Alfa Romeo

Am Samstagmorgen wurde Räikkönen positiv auf COVID-19 getestet. Er wurde für das restliche Rennwochenende durch Ersatzfahrer Robert Kubica vertreten, der damit sein erstes Rennen seit dem Großen Preis von Abu Dhabi 2019 bestritt.
Im dritten freien Training fuhr Verstappen mit 1:09,623 Minuten die schnellste Runde vor Bottas und Hamilton.

### Qualifying
Das Qualifying bestand aus drei Teilen mit einer Nettolaufzeit von 45 Minuten. Im ersten Qualifying-Segment (Q1) hatten die Fahrer 18 Minuten Zeit, um sich für das Rennen zu qualifizieren. Alle Fahrer, die im ersten Abschnitt eine Zeit erzielten, die maximal 107 Prozent der schnellsten Rundenzeit betrug, qualifizierten sich. Die besten 15 Fahrer erreichten den nächsten Teil. Leclerc war Schnellster, die Haas-Piloten sowie Kubica, Vettel und Pérez schieden aus.
Der zweite Abschnitt (Q2) dauerte 15 Minuten. Die schnellsten zehn Piloten qualifizierten sich für den dritten Teil des Qualifyings und mussten mit den hier verwendeten Reifen das Rennen starten, alle anderen hatten freie Reifenwahl für den Rennstart. Die Session wurde zweimal wegen Unfällen der beiden Williams-Piloten unterbrochen. Verstappen war Schnellster, Tsunoda, Latifi, Norris, Stroll und Russell schieden aus.
Der letzte Abschnitt (Q3) ging über eine Zeit von zwölf Minuten, in denen die ersten zehn Startpositionen vergeben wurden. Verstappen fuhr mit 1:08,885 Minuten die schnellste Runde vor Hamilton und Bottas.

### Rennen
Pérez und Latifi starten aus der Boxengasse, da an beiden Wagen unter Parc-fermé-Bedingungen gearbeitet wurde.
Als die Ampel ausging, verteidigte Verstappen die Führung vor Hamilton. Dahinter behauptete Bottas den dritten Platz vor Gasly. Alonso, der von der neunten Position gestartet war, rückte hinter den beiden Ferrari auf den siebten Platz vor. In der achten Runde musste Pérez an der Box anhalten, nachdem er beim Bremsen beim Versuch, an Mazepin vorbeizukommen, einen Reifenschaden erlitt.
In Runde 14 betrug Verstappens Vorsprung auf Hamilton dreieinhalb Sekunden. Der Rest der Gruppe war bereits zurückgefallen: Bottas lag über neun Sekunden hinter dem Spitzenreiter, während er selbst einen Vorsprung von ca. 14 Sekunden auf Gasly besaß. Hamilton beschloss, in der 20. Runde vorzeitig an die Box zu gehen und mittlere Reifen montieren zu lassen, da er auf der Strecke nicht am Niederländer vorbeikam. Verstappen folgte in der folgenden Runde und entschiee sich auch für die mittlere Mischung. Der Boxenstopp von Red Bull Racing war eine Sekunde besser als der von Mercedes, aber das hinderte Hamilton nicht daran, seinen Rückstand auf den Niederländer auf weniger als zwei Sekunden zu verkürzen. Die Führung des Rennens übernahm derweil Bottas.
Gasly stoppte in der 24. Runde und kehrte als Siebter ins Rennen zurück. Bottas Vorsprung vor Verstappen und Hamilton schrumpfte in dieser Phase sehr schnell, da dessen Reifen nachgaben. Unterdessen überholte Gasly in der ersten Kurve Alonso für den sechsten Platz. In der 30. Runde nutzte Verstappen einen kleinen Fahrfehler von Bottas in der vorherigen Runde aus und überholte den Finnen auf der Start-Ziel-Geraden. Wenige Meter später überließ Bottas die Position auch seinem Teamkollegen Hamilton. In der folgenden Runde stoppte der Finne ebenfalls an der Box, um die Reifen zu wechseln.
Verstappen führte das Rennen an, mit einem Vorsprung von anderthalb Sekunden auf Hamilton, 24 auf Bottas, 46 auf Gasly und fast einer Minute auf Leclerc. Um eine Chance zu haben, Verstappen zu überholen, legte Hamilton in der 39. Runde einen zweiten Stopp ein. Der Brite wählte erneut die Medium-Reifen, kam aber Mitten im Verkehr raus und musste diverse Fahrer überrunden. Die Chance an den Spitzenreiter heranzukommen, war damit zunichtegemacht. Sicherheitshalber rief Red Bull Verstappen dann auch noch einmal an die Box: Da keine Medium-Reifen mehr verfügbar waren, setzte der Niederländer auf die harte Mischung.
Hamilton, der nun seine freie Fahrt ausnutzte, schaffte es, bis auf eineinhalb Sekunden an Verstappen heranzukommen. Allerdings reichte die Pace des amtierenden Weltmeisters nicht aus, um den Niederländer anzugreifen. Verstappen gewann somit schließlich vor Hamilton und Bottas. Die restlichen Punkteplatzierungen belegten Gasly, Leclerc, Alonso, Sainz jr., Perez, Ocon und Norris.
Durch einen weiteren dritten Boxenstopp in Runde 70 und dem Wechsel auf die Soft-Reifen konnte Hamilton sich den Punkt für die schnellste Rennrunde sichern.
In der Fahrerwertung übernahm Verstappen wieder die Führung vor Hamilton, Bottas überholte Norris und ist nun Dritter. In der Konstrukteurswertung übernahm McLaren wieder den dritten Platz von Ferrari, die ersten beiden Plätze blieben unverändert.

## Meldeliste
| Team                            | Nr. | Fahrer             | Chassis                           | Motor                             | Reifen |
| ------------------------------- | --- | ------------------ | --------------------------------- | --------------------------------- | ------ |
| Mercedes-AMG Petronas F1 Team   | 44  | Lewis Hamilton     | Mercedes-AMG F1 W12 E Performance | Mercedes-AMG F1 M12 E Performance | P      |
| Mercedes-AMG Petronas F1 Team   | 77  | Valtteri Bottas    | Mercedes-AMG F1 W12 E Performance | Mercedes-AMG F1 M12 E Performance | P      |
| Red Bull Racing Honda           | 33  | Max Verstappen     | Red Bull Racing RB16B             | Honda RA621H                      | P      |
| Red Bull Racing Honda           | 11  | Sergio Pérez       | Red Bull Racing RB16B             | Honda RA621H                      | P      |
| McLaren F1 Team                 | 03  | Daniel Ricciardo   | McLaren MCL35M                    | Mercedes-AMG F1 M12 E Performance | P      |
| McLaren F1 Team                 | 04  | Lando Norris       | McLaren MCL35M                    | Mercedes-AMG F1 M12 E Performance | P      |
| Aston Martin Cognizant F1 Team  | 18  | Lance Stroll       | Aston Martin AMR21                | Mercedes-AMG F1 M12 E Performance | P      |
| Aston Martin Cognizant F1 Team  | 05  | Sebastian Vettel   | Aston Martin AMR21                | Mercedes-AMG F1 M12 E Performance | P      |
| Alpine F1 Team                  | 14  | Fernando Alonso    | Alpine A521                       | Renault E-Tech 20B                | P      |
| Alpine F1 Team                  | 31  | Esteban Ocon       | Alpine A521                       | Renault E-Tech 20B                | P      |
| Scuderia Ferrari Mission Winnow | 16  | Charles Leclerc    | Ferrari SF21                      | Ferrari 065/6                     | P      |
| Scuderia Ferrari Mission Winnow | 55  | Carlos Sainz jr.   | Ferrari SF21                      | Ferrari 065/6                     | P      |
| Scuderia AlphaTauri Honda       | 22  | Yuki Tsunoda       | AlphaTauri AT02                   | Honda RA621H                      | P      |
| Scuderia AlphaTauri Honda       | 10  | Pierre Gasly       | AlphaTauri AT02                   | Honda RA621H                      | P      |
| Alfa Romeo Racing Orlen         | 07  | Kimi Räikkönen     | Alfa Romeo Racing C41             | Ferrari 065/6                     | P      |
| Alfa Romeo Racing Orlen         | 88  | Robert Kubica      | Alfa Romeo Racing C41             | Ferrari 065/6                     | P      |
| Alfa Romeo Racing Orlen         | 99  | Antonio Giovinazzi | Alfa Romeo Racing C41             | Ferrari 065/6                     | P      |
| Uralkali Haas F1 Team           | 09  | Nikita Masepin     | Haas VF-21                        | Ferrari 065/6                     | P      |
| Uralkali Haas F1 Team           | 47  | Mick Schumacher    | Haas VF-21                        | Ferrari 065/6                     | P      |
| Williams Racing                 | 63  | George Russell     | Williams FW43B                    | Mercedes-AMG F1 M12 E Performance | P      |
| Williams Racing                 | 06  | Nicholas Latifi    | Williams FW43B                    | Mercedes-AMG F1 M12 E Performance | P      |

Anmerkungen
1. 1 2  Räikkönen bestritt das erste und zweite freie Training im Alfa Romeo mit der Startnummer 7. Nach einem positiven COVID-19-Test bei Räikkönen übernahm Kubica das Fahrzeug für das restliche Rennwochenende mit seiner Startnummer 88.

## Klassifikationen

### Qualifying
| Pos.                                                                      | Fahrer             | Konstrukteur              | Q1       | Q2       | Q3       | Start |
| ------------------------------------------------------------------------- | ------------------ | ------------------------- | -------- | -------- | -------- | ----- |
| 01                                                                        | Max Verstappen     | Red Bull Racing-Honda     | 1:10,036 | 1:09,071 | 1:08,885 | 01    |
| 02                                                                        | Lewis Hamilton     | Mercedes                  | 1:10,114 | 1:09,726 | 1:08,923 | 02    |
| 03                                                                        | Valtteri Bottas    | Mercedes                  | 1:10,219 | 1:09,769 | 1:09,222 | 03    |
| 04                                                                        | Pierre Gasly       | AlphaTauri-Honda          | 1:10,274 | 1:09,541 | 1:09,478 | 04    |
| 05                                                                        | Charles Leclerc    | Ferrari                   | 1:09,829 | 1:09,437 | 1:09,527 | 05    |
| 06                                                                        | Carlos Sainz jr.   | Ferrari                   | 1:10,022 | 1:09,870 | 1:09,537 | 06    |
| 07                                                                        | Antonio Giovinazzi | Alfa Romeo Racing-Ferrari | 1:10,050 | 1:10,033 | 1:09,590 | 07    |
| 08                                                                        | Esteban Ocon       | Alpine-Renault            | 1:10,179 | 1:09,919 | 1:09,933 | 08    |
| 09                                                                        | Fernando Alonso    | Alpine-Renault            | 1:10,435 | 1:10,020 | 1:09,956 | 09    |
| 10                                                                        | Daniel Ricciardo   | McLaren-Mercedes          | 1:10,255 | 1:09,865 | 1:10,166 | 10    |
| 11                                                                        | George Russell     | Williams-Mercedes         | 1:10,382 | 1:10,332 | –        | 11    |
| 12                                                                        | Lance Stroll       | Aston Martin-Mercedes     | 1:10,438 | 1:10,367 | –        | 12    |
| 13                                                                        | Lando Norris       | McLaren-Mercedes          | 1:10,489 | 1:10,406 | –        | 13    |
| 14                                                                        | Nicholas Latifi    | Williams-Mercedes         | 1:10,093 | 1:11,161 | –        | Box   |
| 15                                                                        | Yuki Tsunoda       | AlphaTauri-Honda          | 1:10,462 | 1:11,314 | –        | 14    |
| 16                                                                        | Sergio Pérez       | Red Bull Racing-Honda     | 1:10,530 | –        | –        | Box   |
| 17                                                                        | Sebastian Vettel   | Aston Martin-Mercedes     | 1:10,731 | –        | –        | 15    |
| 18                                                                        | Robert Kubica      | Alfa Romeo Racing-Ferrari | 1:11,301 | –        | –        | 16    |
| 19                                                                        | Mick Schumacher    | Haas-Ferrari              | 1:11,387 | –        | –        | 17    |
| 20                                                                        | Nikita Masepin     | Haas-Ferrari              | 1:11,875 | –        | –        | 18    |
| 107-Prozent-Zeit: 1:14,717 min (bezogen auf Q1-Bestzeit von 1:09,829 min) |                    |                           |          |          |          |       |

Anmerkungen
1. ↑  Latifi muss aus der Boxengasse starten, da an seinem Auto Teile getauscht wurden, als es unter Parc fermé-Bedingungen stand.
2. ↑  Pérez muss aus der Boxengasse starten, da an seinem Auto Teile getauscht wurden, als es unter Parc fermé-Bedingungen stand.

### Rennen
| Pos. | Fahrer             | Konstrukteur              | Runden | Stopps | Zeit        | Start | Schnellste Runde |
| ---- | ------------------ | ------------------------- | ------ | ------ | ----------- | ----- | ---------------- |
| 01   | Max Verstappen     | Red Bull Racing-Honda     | 72     | 2      | 1:30:05,395 | 01    | 1:13,275 (60.)   |
| 02   | Lewis Hamilton     | Mercedes                  | 72     | 3      | + 20,932    | 02    | 1:11,097 (72.)   |
| 03   | Valtteri Bottas    | Mercedes                  | 72     | 2      | + 56,460    | 03    | 1:12,549 (69.)   |
| 04   | Pierre Gasly       | AlphaTauri-Honda          | 71     | 1      | + 1 Runde   | 04    | 1:14,818 (57.)   |
| 05   | Charles Leclerc    | Ferrari                   | 71     | 1      | + 1 Runde   | 05    | 1:14,780 (58.)   |
| 06   | Fernando Alonso    | Alpine-Renault            | 71     | 1      | + 1 Runde   | 09    | 1:14,323 (60.)   |
| 07   | Carlos Sainz jr.   | Ferrari                   | 71     | 1      | + 1 Runde   | 06    | 1:15,260 (45.)   |
| 08   | Sergio Pérez       | Red Bull Racing-Honda     | 71     | 2      | + 1 Runde   | Box   | 1:13,461 (59.)   |
| 09   | Esteban Ocon       | Alpine-Renault            | 71     | 1      | + 1 Runde   | 08    | 1:14,675 (54.)   |
| 10   | Lando Norris       | McLaren-Mercedes          | 71     | 1      | + 1 Runde   | 13    | 1:14,236 (48.)   |
| 11   | Daniel Ricciardo   | McLaren-Mercedes          | 71     | 1      | + 1 Runde   | 10    | 1:14,920 (59.)   |
| 12   | Lance Stroll       | Aston Martin-Mercedes     | 70     | 1      | + 2 Runden  | 12    | 1:15,611 (57.)   |
| 13   | Sebastian Vettel   | Aston Martin-Mercedes     | 70     | 2      | + 2 Runden  | 15    | 1:13,958 (63.)   |
| 14   | Antonio Giovinazzi | Alfa Romeo Racing-Ferrari | 70     | 2      | + 2 Runden  | 07    | 1:15,125 (66.)   |
| 15   | Robert Kubica      | Alfa Romeo Racing-Ferrari | 70     | 1      | + 2 Runden  | 16    | 1:15,442 (44.)   |
| 16   | Nicholas Latifi    | Williams-Mercedes         | 70     | 1      | + 2 Runden  | Box   | 1:15,790 (25.)   |
| 17   | George Russell     | Williams-Mercedes         | 69     | 2      | DNF         | 11    | 1:15,628 (57.)   |
| 18   | Mick Schumacher    | Haas-Ferrari              | 69     | 2      | + 3 Runden  | 17    | 1:15,927 (36.)   |
| –    | Yuki Tsunoda       | AlphaTauri-Honda          | 48     | 1      | DNF         | 14    | 1:15,783 (44.)   |
| –    | Nikita Masepin     | Haas-Ferrari              | 41     | 1      | DNF         | 18    | 1:16,066 (35.)   |

## WM-Stände nach dem Rennen

### Fahrerwertung
| Pos. | Fahrer           | Konstrukteur          | Punkte |
| ---- | ---------------- | --------------------- | ------ |
| 01   | Max Verstappen   | Red Bull Racing-Honda | 224,5  |
| 02   | Lewis Hamilton   | Mercedes              | 221,5  |
| 03   | Valtteri Bottas  | Mercedes              | 123    |
| 04   | Lando Norris     | McLaren-Mercedes      | 114    |
| 05   | Sergio Pérez     | Red Bull Racing-Honda | 108    |
| 06   | Charles Leclerc  | Ferrari               | 92     |
| 07   | Carlos Sainz jr. | Ferrari               | 89,5   |
| 08   | Pierre Gasly     | AlphaTauri-Honda      | 66     |
| 09   | Daniel Ricciardo | McLaren-Mercedes      | 56     |
| 10   | Fernando Alonso  | Alpine-Renault        | 46     |
| 11   | Esteban Ocon     | Alpine-Renault        | 44     |

| Pos. | Fahrer             | Konstrukteur              | Punkte |
| ---- | ------------------ | ------------------------- | ------ |
| 12   | Sebastian Vettel   | Aston Martin-Mercedes     | 35     |
| 13   | Yuki Tsunoda       | AlphaTauri-Honda          | 18     |
| 14   | Lance Stroll       | Aston Martin-Mercedes     | 18     |
| 15   | George Russell     | Williams-Mercedes         | 13     |
| 16   | Nicholas Latifi    | Williams-Mercedes         | 7      |
| 17   | Kimi Räikkönen     | Alfa Romeo Racing-Ferrari | 2      |
| 18   | Antonio Giovinazzi | Alfa Romeo Racing-Ferrari | 1      |
| 19   | Mick Schumacher    | Haas-Ferrari              | 0      |
| 20   | Nikita Masepin     | Haas-Ferrari              | 0      |
| 21   | Robert Kubica      | Alfa Romeo Racing-Ferrari | 0      |

### Konstrukteurswertung
| Pos. | Konstrukteur          | Punkte |
| ---- | --------------------- | ------ |
| 1    | Mercedes              | 344,5  |
| 2    | Red Bull Racing-Honda | 332,5  |
| 3    | Ferrari               | 181,5  |
| 4    | McLaren-Mercedes      | 170    |
| 5    | Alpine-Renault        | 90     |

| Pos. | Konstrukteur              | Punkte |
| ---- | ------------------------- | ------ |
| 06   | AlphaTauri-Honda          | 84     |
| 07   | Aston Martin-Mercedes     | 53     |
| 08   | Williams-Mercedes         | 20     |
| 09   | Alfa Romeo Racing-Ferrari | 3      |
| 10   | Haas-Ferrari              | 0      |